# Полянецкое (Черкасская область)
Поляне́цкое (укр. Полянецьке) — село в Уманской общине Уманского района Черкасской области Украины.

## Население
Население по переписи 2001 года составляло 1291 человек.

### Языковой состав
Родной язык населения по данным переписи 2001 года:

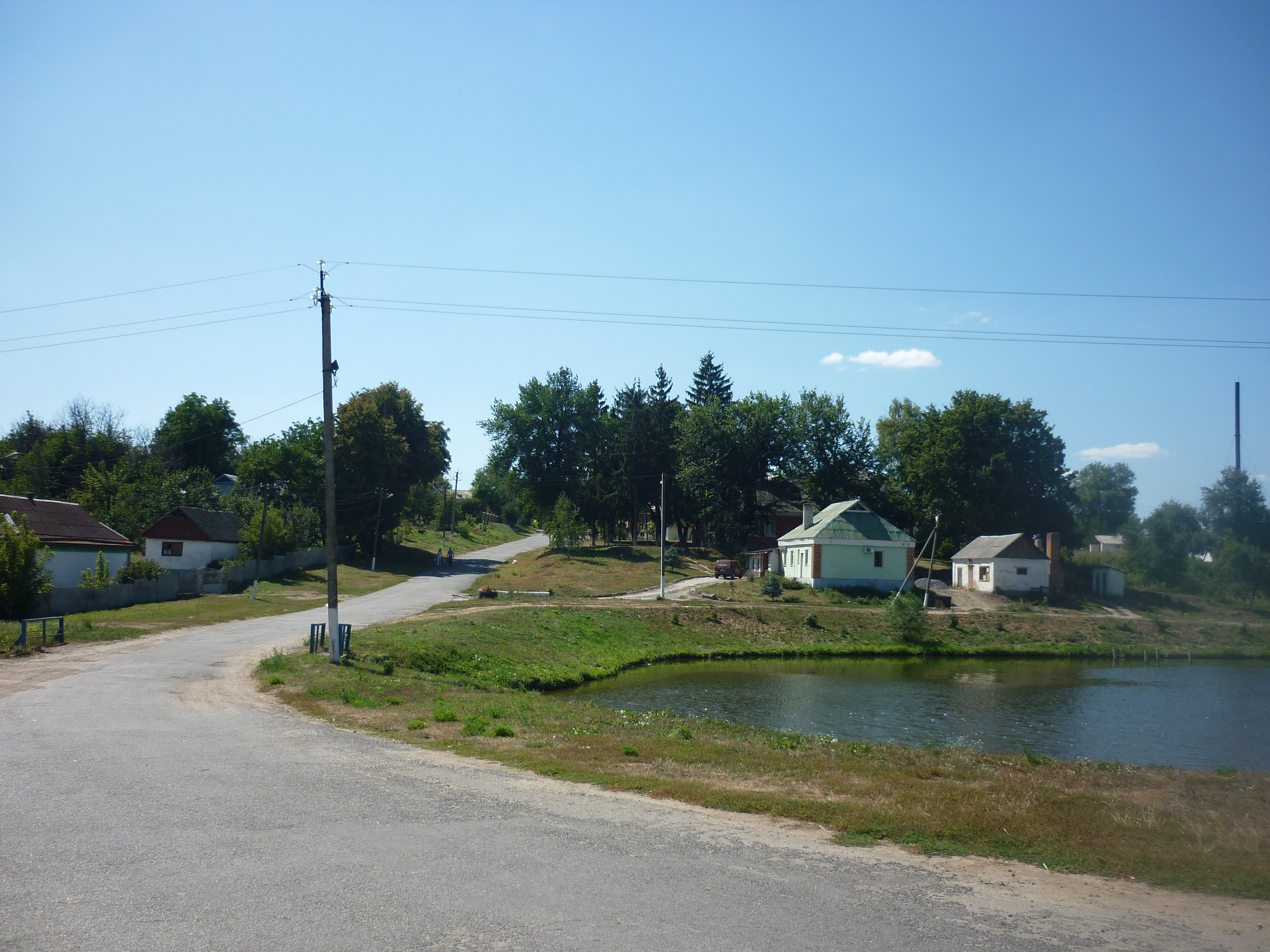
В центре села

| Язык       | Численность, чел. | Доля     |
| ---------- | ----------------- | -------- |
| Украинский | 1 267             | 98,14 %  |
| Русский    | 20                | 1,55 %   |
| Другое     | 4                 | 0,31 %   |
| Итого      | 1 291             | 100,00 % |